# Папуга Крамера

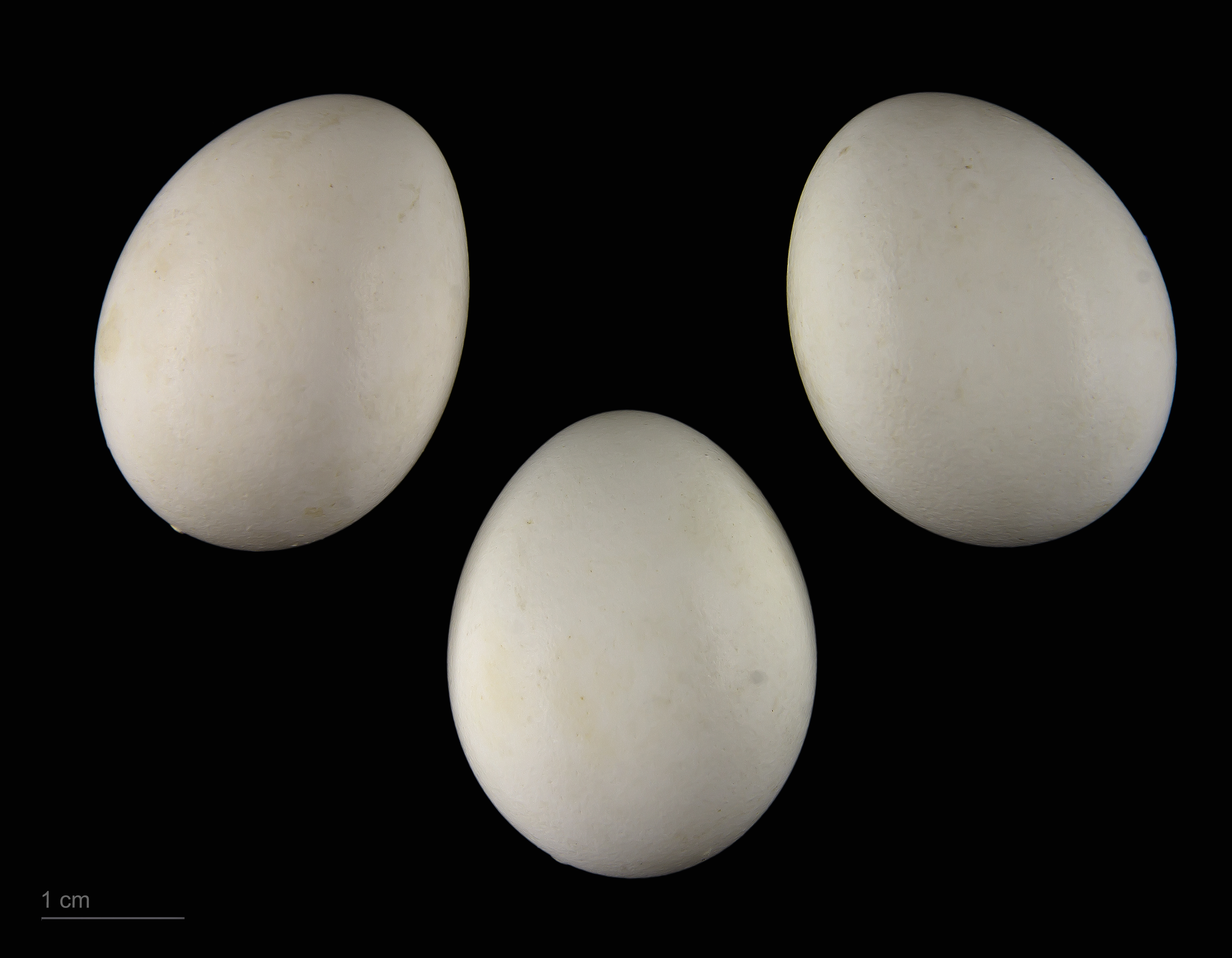
яйце Psittacula krameri — Тулузький музей

Папу́га Крамера (Psittacula krameri) — птах родини Папугових. Є численним птахом по всьому ареалу. Мешкає переважно поблизу людини, зокрема у великих містах. Тримається великими групами або колоніями. Вирізняється галасливою і непосидючою поведінкою. Це найбільш численний і широко поширений вид серед родини папугових. У дикому стані мешкає в Південній Азії і низці районів Африки. В Україні групи особин або окремих птахів можна зустріти в окремих містах (Чернівці, Львів, Київ). Ці угруповання сформувались з особин, які втекли з неволі. Це один із видів папуг, яких часто утримують в неволі. Названо на честь німецького натураліста Вільгельма Крамера.

## Опис

### Морфологічні ознаки

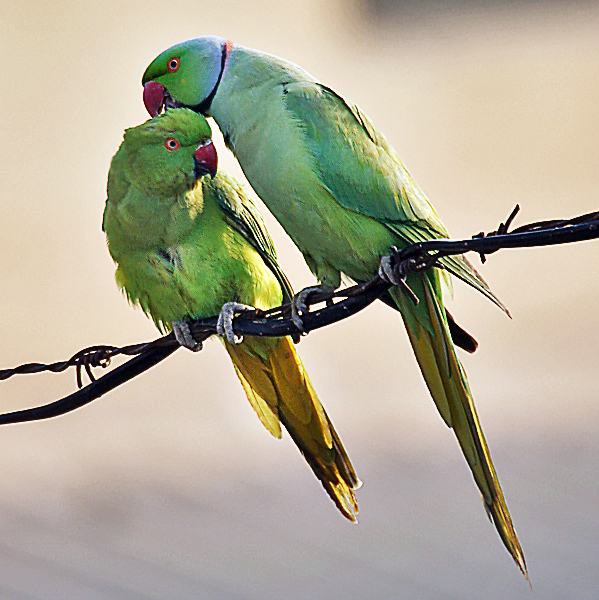
Пара птахів під час шлюбного ритуалу

Стрункий папуга з витягнутим тілом. Маса тіла 104—158 г, довжина птаха з хвостом 38—42 см, хвоста 20 см, розмах крил 42—48 см. Дорослий самець світло-зелений, потилиця синя; перед оком вузька чорна смужка; на шиї вузький «нашийник», рожевий ззаду і чорний по боках та спереду; махові пера зверху бурувато-зелені, знизу — темно-бурі; хвіст довгий, стернові пера зверху жовтувато-зелені, дві пари центральних — зеленкувато-сині, знизу всі пера жовтувато-бурі; навколоочне кільце рожеве; верхня щелепа рожева, нижня — цілком чорна або рожева, з чорною плямою; ноги сірі; райдужна оболонка ока жовтувата. Доросла самка схожа на дорослого самця, але без «нашийника». Молодий птах схожий на дорослу самку.

### Звуки
Видає різке «крі — крі — крі».

## Поширення та місця існування

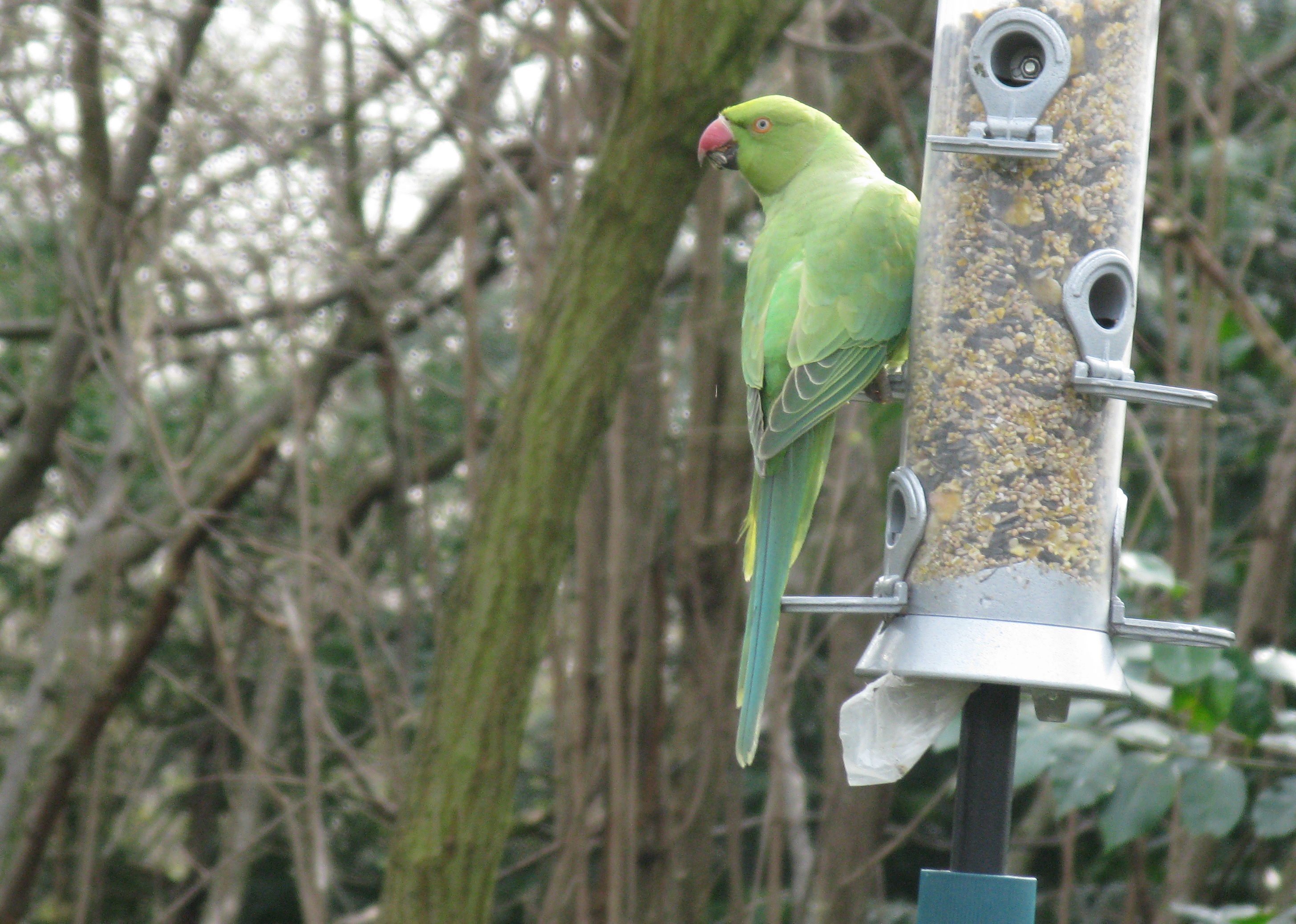
Папуга Крамера в Кенсінгтонських садах у Лондоні

Ареал дуже широкий. У дикому стані мешкає в Південній Азії і ряді районів Африки. У деяких країнах Європи з м'яким кліматом, США і низці інших країн утворилися стійкі популяції вдруге здичавілих папуг. Зазвичай папуги Крамера в Європі трапляються компактно, здебільшого тримаючись в населених пунктах (насамперед у великих містах) або поблизу них, де мають достатню кормову базу. В Європі найбільші популяції — в Лондоні і Брюсселі. Популяція в Стамбулі сформувалася внаслідок аварії вантажівки з папугами на E80 (TEM) у 1996 р., втечі та випускання на волю домашніх папуг і відпускання просто неба прикордонниками конфіскованих нелегально ввезених птахів.
У дикій природі трапляється в різноманітних лісах, зокрема вологих, у ландшафтах із колючим чагарником, саванах.
Чисельність цього виду є досить високою та має тенденцію до збільшення. Розмір популяції у світі невідомий.

## Підвиди
Зазвичай виділяють чотири підвиди, два з яких зустрічаються в Африці та два — в Азії:
- Psittacula krameri krameri (Scopoli 1769). Номінативний підвид, що займає західну і центральну частини африканського ареалу (Гвінея, Сенегал, південна частина Мавританії, захід Уганди, південь Судана);
- P. k. parvirostris (Souancé 1856) — мешкає на іншій частині африканського континенту;
- P. k. borealis (Neumann 1915) — ареал охоплює північ Індії від 20° пн. ш., Пакистан, Бангладеш, Непал і М'янму;
- P. k. manillensis (Bechstein 1800) — мешкає на іншій частині азійського ареалу (південь Індії, Шрі-Ланка і острови біля індійського узбережжя).

Відмінності між підвидами слабко виражені та полягають в деталях забарвлення і довжині хвоста, а також незначній відмінності у розмірах птахів.

## Гніздування

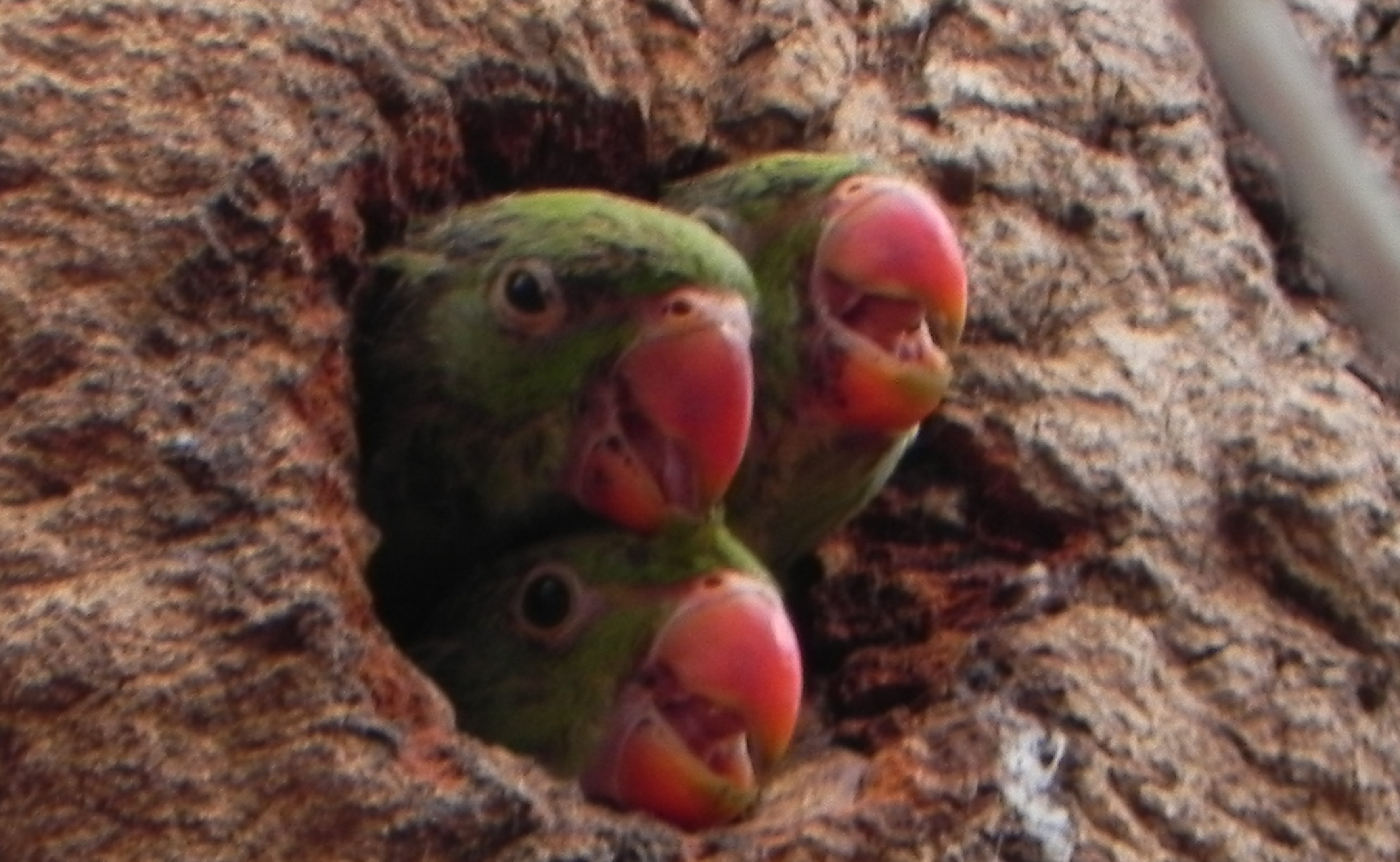
Молоді птахи, що виглядають з дупла

Статева зрілість зазвичай настає у віці двох років. Моногамний птах, пара утворюється на тривалий період, проте не на все життя, як у багатьох інших папуг. Під час шлюбних ігор птахи видають неголосне щебетання. Самка під час ритуалу залицяння крутить головою і розкриває крила, зіниці її при цьому розширені. Самець перебуває поряд з нею і, стоячи на одній нозі, пропонує їй їжу. Папуги обирають для влаштування гнізда дупла, причому якщо розмір дупла недостатній, птах може дещо розширити його за допомогою дзьоба. Іноді гніздо влаштовують в отворах у скелі чи стінах будинків. У Європі часто загарбують житло інших птахів, насамперед дятлів і шпаків. Кладка складається з 3—4 яєць чисто білого кольору. Їх розмір 30,5×24 мм. Насиджування триває 22—24 дні, насиджує тільки самка. Пташенята, як і в інших папуг, гніздового типу — народжуються голими та безпорадними. Вони перебувають в гнізді 6—7 тижнів. Як і інших папуг, батьки вигодовують пташенят напівперетравленою їжею, що відригується із вола. Годують пташенят обоє батьків, проте самка більше, ніж самець.
Строки гніздування різняться в різних регіонах. В Індії найбільша кількість птахів насиджує кладки у квітні, хоча період розмноження триває із грудня до травня. В Африці сезон розмноження — з серпня по листопад. У межах природного ареалу мають дві кладки протягом року, в більш північних регіонах — одну.

## Живлення
До раціону входять різноманітні плоди, горіхи, зерна. Поїдає також ягоди, квіти, бруньки і зелені частини рослин, п'є нектар. Хоча вважається чисто рослинноїдним птахом, в Україні взимку залюбки споживає сало та варені м'ясні відходи, що ними годують синиць та дятлів. Раціон змінюється в різні сезони залежно від наявності масової їжі. Їжу здобуває переважно на деревах, однак може спускатися і на землю.

## У житті людини

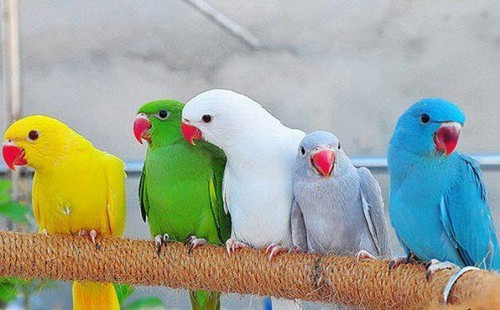
Домашні папуги Крамера різних кольорових варіацій

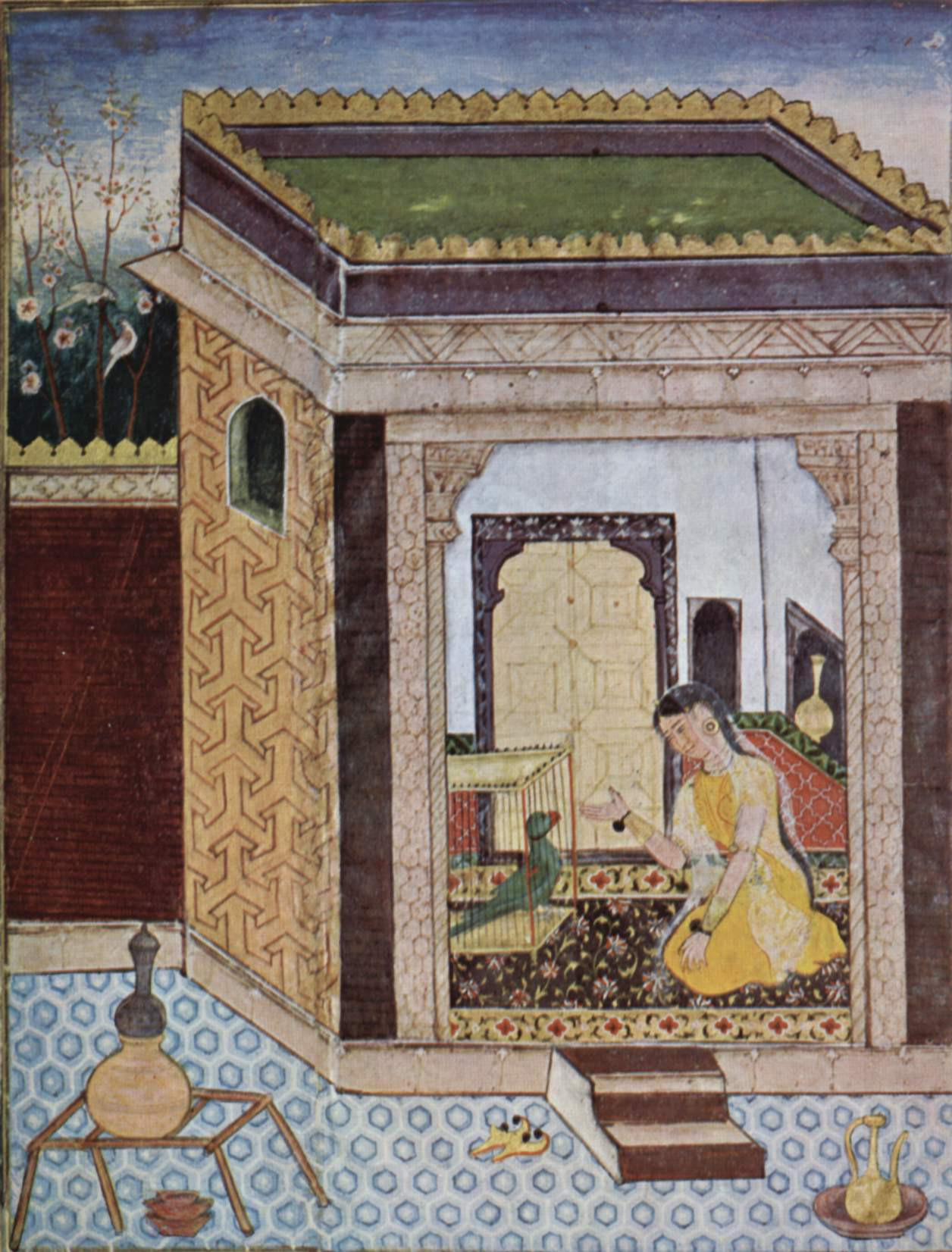
Молода жінка з папугою. Індійська мініатюра часів правління падішаха Акбара, бл. 1580-85 рр.

Папуга Крамера — один із видів папуг, яких з давніх часів утримують в неволі. У деяких джерелах стверджується, що цих птахів утримували в клітках ще в античній Греції і Римі. В Індії традиція його домашнього утримання нараховує близько 3 тис. років., утримували переважно знатні особи й монархи, наявність папуги вважалась елементом розкоші та престижу. Ці птахи добре почувають себе у неволі. Здатні запам'ятовувати та імітувати різноманітні звуки, хоча за цими здібностями поступаються багатьом іншим папугам. Виведено велику кількість кольорових варіацій цього папуги. У природі живе до 25 років (є повідомлення і про більший вік).
Практично в усій Азії, де мешкає цей папуга, він завдає відчутної шкоди сільському господарству, знищуючи зернові та плодові культури.